# محمدخان حمزه‌خانف
محمدخان حمزه‌خانف (روسی: Магомедха́н Аманула́евич Гамзатха́нов؛ زادهٔ ۱۵ آوریل ۱۹۶۱) ورزشکار هنرهای رزمی ترکیبی و کشتی‌گیر اهل روسیه است.